# Русское Устье
Ру́сское У́стье (якут. Русскай Устье) — село в Аллаиховском улусе (районе) Якутии. Известно в первую очередь как место компактного проживания своеобразной культурно-этнографической группы русских — русскоустьинцев.

## География
Расположено в низовьях реки Индигирки, на берегу протоки Русско-Устьинской, при впадении в неё речки Шамановки, в 120 км к северо-востоку от райцентра поселка Чокурдах.

## История
Село Полярное основано в 1942 году в результате сселения в один населённый пункт русских старожильческих посёлков располагавшихся в низовье реки Индигирка: Русское Устье, Косухино, Станчик, Яр, Крута, Лобазино, Стариково, Фёдоровское, Кузьмичево и других.
Постановлением Президиума Верховного Совета Якутской АССР от 15 декабря 1987 года с. Полярное Аллаиховского района переименовано в с. Русское Устье Русско-Устьинского наслега (сельского округа) того же района. Утверждено Указом Президиума Верховного Совета РСФСР от 5 февраля 1988 года № 8295-XI.

### Старое Русское Устье
Первое упоминание о селе относится к 1638 году, именно в этом году казацкий отряд под руководством тобольского казака Ивана Реброва открыл морской путь на Индигирку и построил в низовьях реки два острожка. Август 1638 года считается датой основания села. Одновременно с «морским ходом» русские достигли Индигирки сухопутным путём и основали город Зашиверск, просуществовавший до начала XIX века. К концу XVII века в устьях северных рек появляются постоянные русские села — Булун (на Лене), Казачье (на Яне), Русское Устье (на Индигирке), Походск (на Колыме) и другие.

По сохранившемуся преданию, спасаясь от «горя-злосчастия» около четырёхсот лет назад, жители разных русских городов двинулись на кочах по Ледовитому морю на восток, достигли Индигирки, поселились здесь и назвали свою деревню Русским Устьем. Находится оно на 71 градусе северной широты. Среднегодовая температура воздуха −15 градусов. Основное занятие населения — рыболовство и охота на белого песца. В настоящее время русскоустьинцев выделяют в отдельную культурно-этнографическую группу русских.
Жители Русского Устья и Походска, живя в окружении местных народностей, отчасти смешиваясь с ними, тем не менее сохранили почти в неприкосновенности родной язык, устное народное творчество и, главное, истинно русское самосознание. Видимо, поэтому многих путешественников удивляла одна, на первый взгляд, странная особенность: чем дальше на север едешь по Якутии, тем большее распространение имеет знание русского языка среди аборигенов.
Впервые Русское Устье упоминается в научной литературе, по всей видимости, в 1739 году в рапортах участника Великой Северной экспедиции лейтенанта Дмитрия Лаптева. Бот «Иркутск», которым командовал Лаптев, вмёрз в лёд около устья Индигирки. Экипаж на зимовку перебрался в деревню. Местные жители предоставили экспедиции жилье, транспорт, подвозили топливо и продовольствие. С их помощью за зиму удалось описать морской берег от Яны до Колымы, а также спасти судно от неминуемой гибели.
С тех пор Русское Устье обозначается на всех старинных картах, где нет, к примеру, Липецка и Калуги, оно есть. И, видимо, не только потому, что в этой части карты много свободного места. Село это необычное — этнографическая неповторимость, «сколок Исландии русского быта». О нём написано пять солидных книг, много статей, снято два кинофильма. В 1986 году Пушкинский Дом выпустил книгу «Фольклор Русского Устья», которую большой русский писатель Распутин В. Г. назвал «поэтической исповедью, самосказанием таинственной души, её вдохновенным распевом».
Отсюда фактически начался морской поход Семёна Дежнёва, завершившийся великим географическим открытием. Эти места в разное время посетили Михаил Стадухин, Дмитрий Лаптев, Н. Шалауров, М. Геденштром, П. Анжу, П. Козьмин, Г. Майдель, Яков Санников, К. Воллосович.
В Колымо-Индигирском крае в 1820—1824 годах работал Ф. Ф. Матюшкин, лицейский друг А. С. Пушкина. В 1912 году здесь отбывал ссылку В. М. Зензинов — виднейший деятель российского революционного, а затем Белого движения, член ЦК партии эсеров, будущий депутат Учредительного собрания (1917) и член Временного Всероссийского правительства (Директории, 1918), позднее — профессор одного из американских университетов. Серьёзно интересовавшийся этнографией и орнитологией, Владимир Зензинов увёз из Русского Устья уникальных материалов на две книги, благодаря которым о русском поселении на дальнем Севере узнали не только в России, но и в Европе.
Первый самолёт, появившийся в небе восточной Арктики в 1929 году, совершил одну из своих посадок в Русском Устье.

## Население
| 2002 | 2010 | 2012 | 2013 | 2014 | 2015 | 2016 |
| ---- | ---- | ---- | ---- | ---- | ---- | ---- |
| 181  | ↘157 | ↘148 | ↘139 | ↘129 | ↘127 | ↗130 |
| 2017 | 2018 | 2019 | 2020 | 2021 |      |      |
| ↘128 | →128 | ↘127 | →127 | ↘118 |      |      |

## Культура

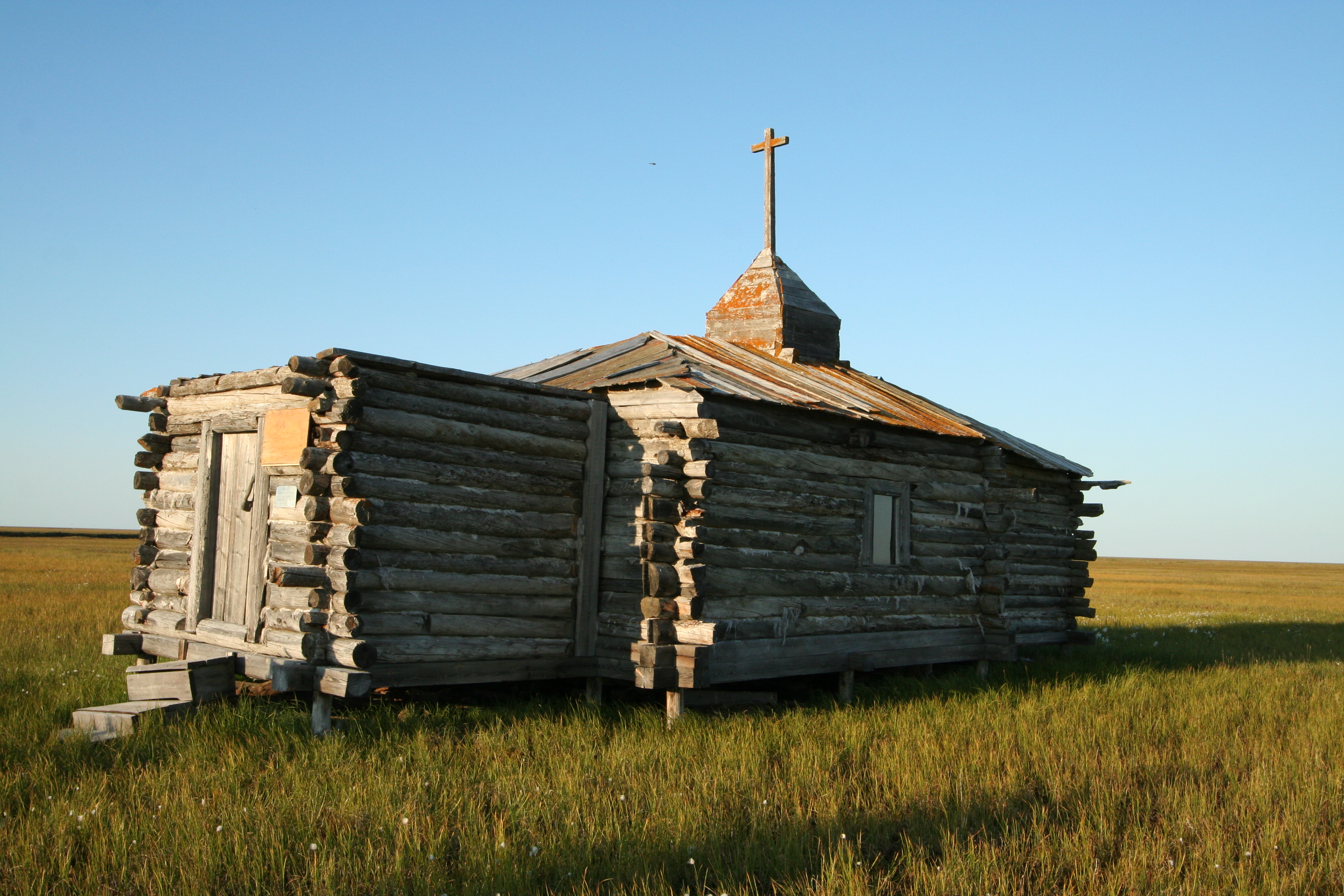
Станчиковая церковь

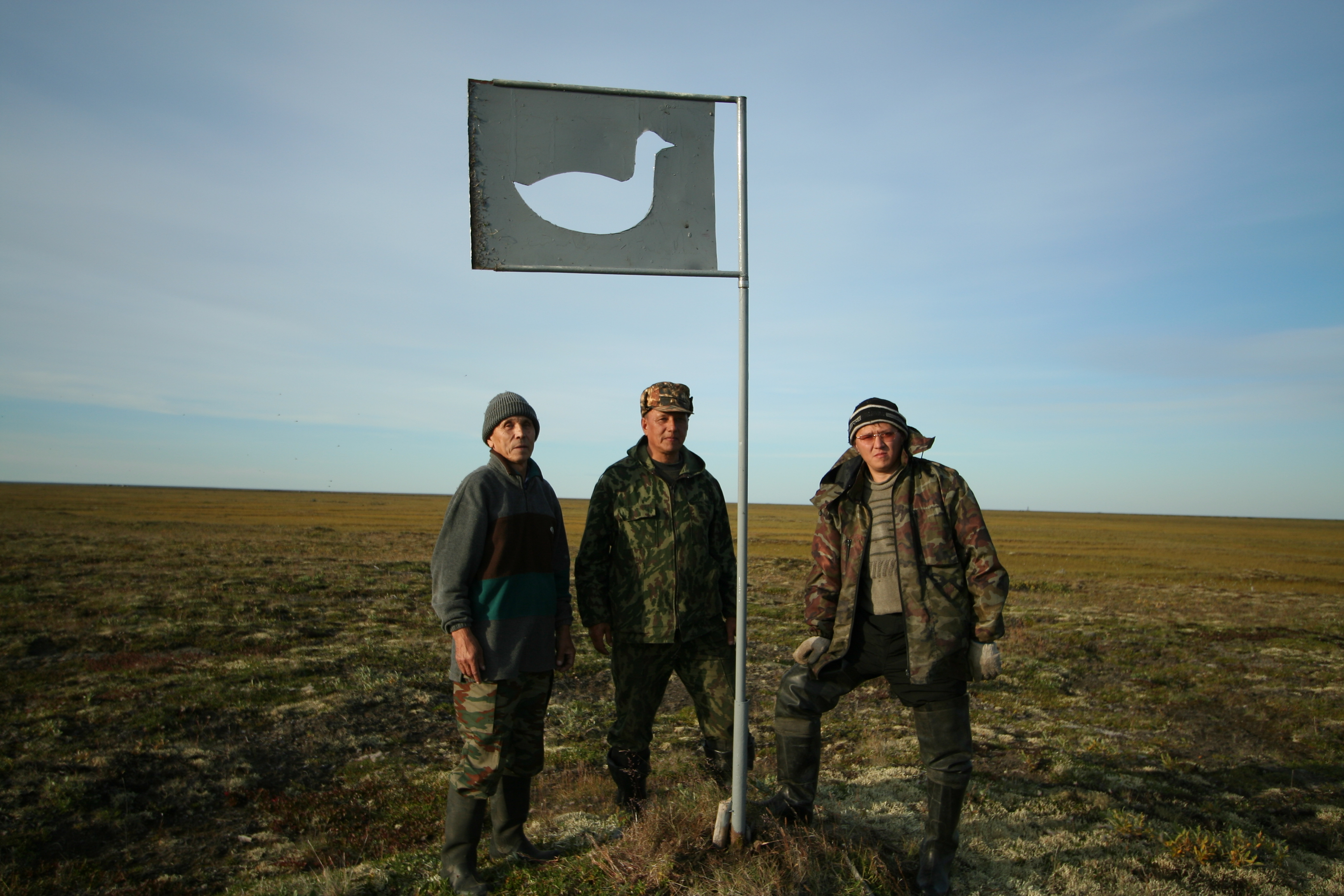

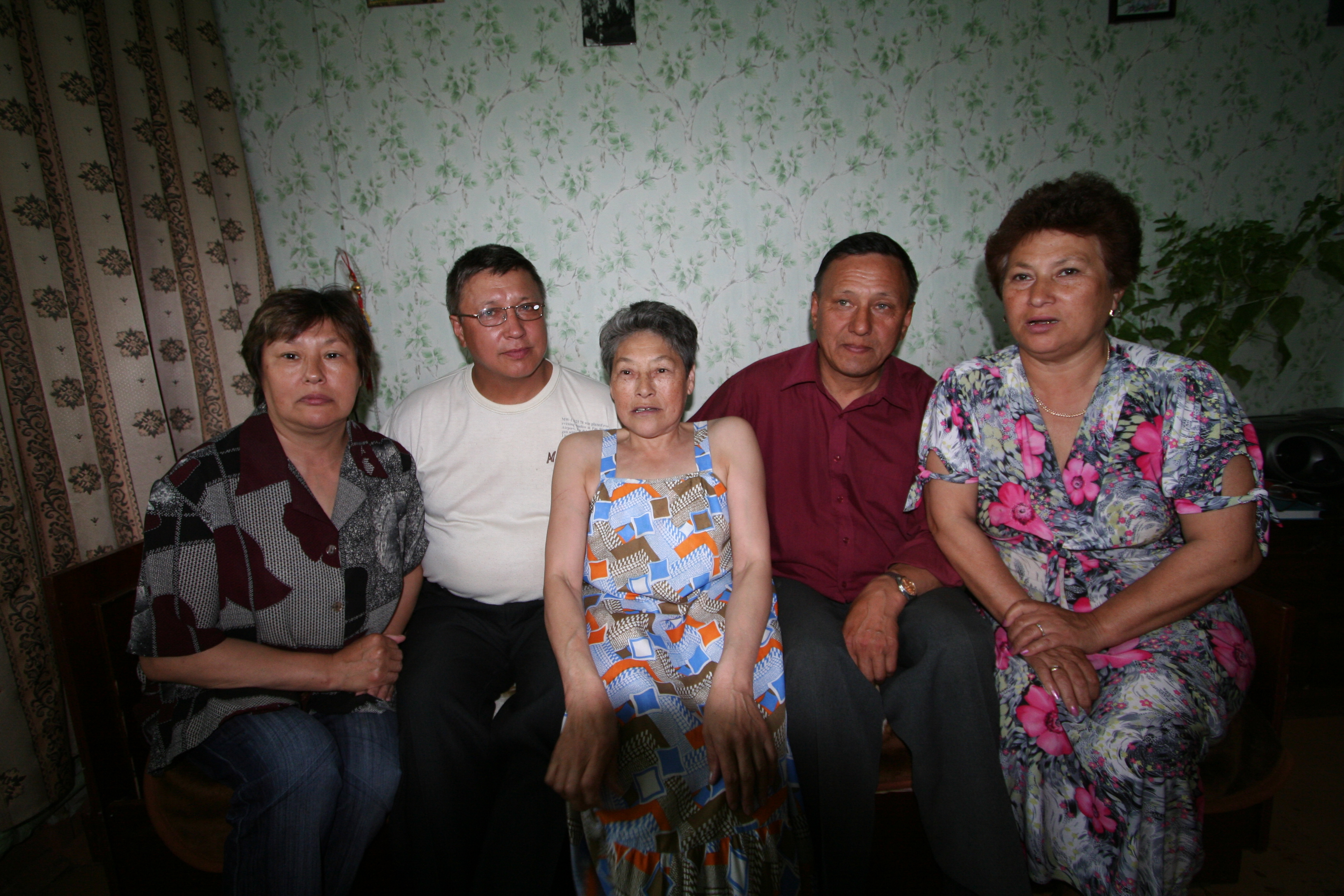

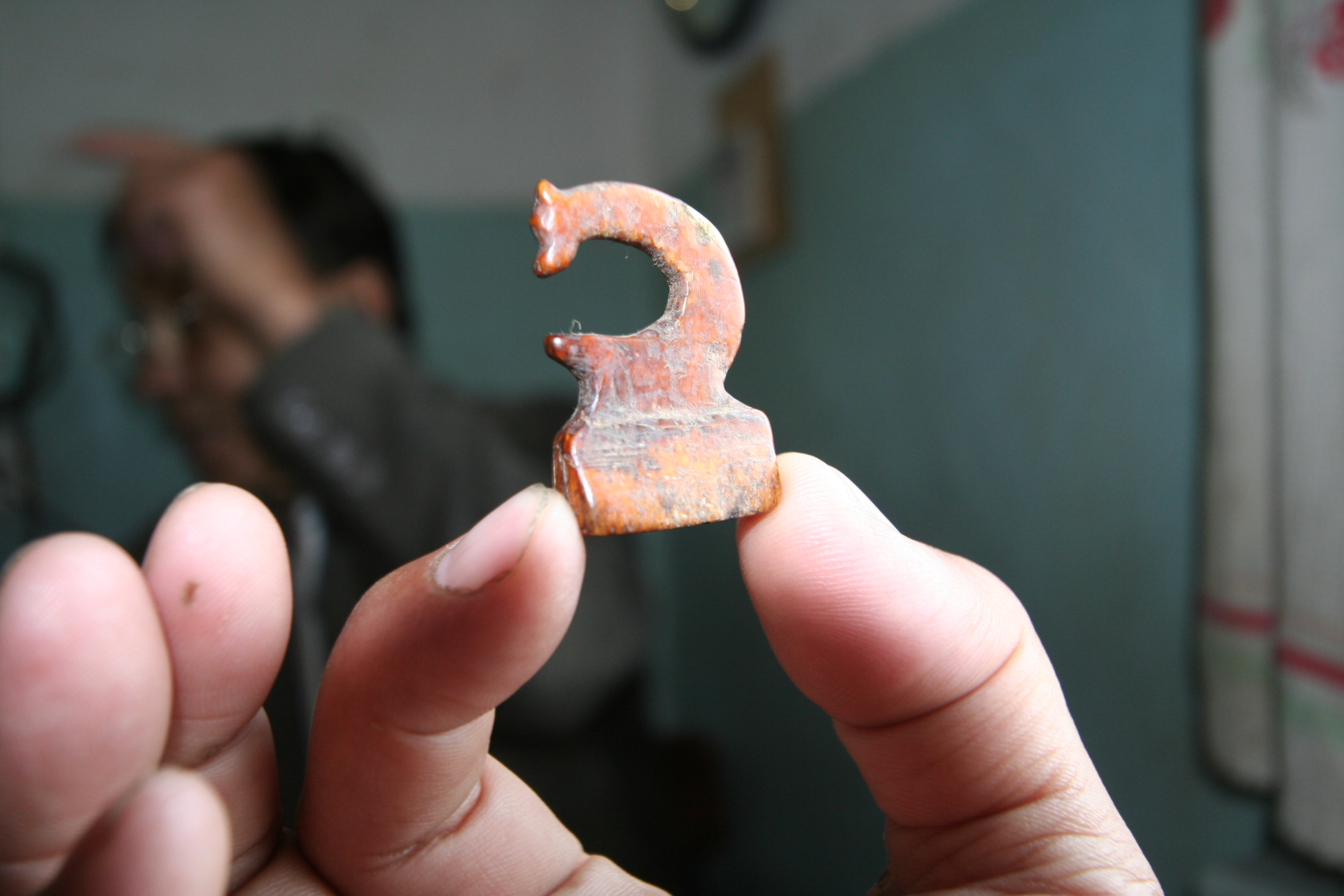

Русское Устье — своеобразный заповедник старинной северо-русской культуры. Здесь вдали от торговых путей законсервировался северно-великорусский язык XVI века.
Русскоустьинцы в большинстве своём были неграмотны, но были среди них и грамотеи, хранившие церковные книги, которые передавали по наследству, и учившие по ним своих детей чтению.
Жители села знали шахматы и умели играть в них, об этом свидетельствуют древние находки, сделанные в наше время.

## Происхождение
Имеются несколько версий происхождения русскоустьинцев. Одна из них — новгородцы, бежавшие от опричнины. Другая — потомки казаков и промышленных людей. Третья — переселенцы из города Зашиверска, ликвидированного царским указом в 1805 году. Скорее всего надо иметь в виду все три версии, которые не исключают друг друга. До сих пор сами русскоустьинцы делят свои фамилии на категории: «досельные» — это первопоселенцы (Киселёвы, Шкулёвы, Чихачёвы и др.), «казаки» (Солдатовы, Кочевщиковы), «крестьяне» (Портнягины), «верховские» — то есть прибывшие с верховьев Индигирки (Банщиковы).

## Религия
Религия православная. По преданиям, первым делом поселенцы построили церковь, баню и кабак. Особо почиталась у русскоустьинцев икона Знаменской Божьей Матери, что подтверждает их новгородское происхождение.

## Знаменательные даты в истории Русского Устья
- 1638 г., июль — отряд казаков под руководством И. Реброва достиг морем устья Индигирки и основал два острожка (один из них, вероятно, Русское Устье).
- 1639 г. — основание Зашиверского острога.
- 1739 г., сентябрь — стал на зимовку бот «Иркутск» под командой лейтенанта Д. Лаптева.
- 1763 г., март — Местные жители спасают от неминуемой гибели отважного полярного исследователя Н. Шалаурова.
- 1805 г. — упразднение города Зашиверска и перенесение центра в г. Верхоянск. Зашиверские мещане (русскоустьинцы) стали именоваться верхоянскими мещанами.
- 1806 г.. апрель — охотники в поисках мамонтовой кости впервые достигают острова Новая Сибирь.
- 1808—1810 гг. — русскоустьинцы принимают активное участие в экспедиции М. Геденштрома по исследованию Новосибирских островов.
- 1823 г., июль — август — здесь побывали полярные исследователи П. Анжу и П. Козьмин.
- 1866 г., январь — Русское Устье посетил известный путешественник Г. Л. Майдель, автор книги «Путешествие по северо-восточной части Якутской области».
- 1885 г., сентябрь — открытие народной школы.
- 1895 г., июнь — начало регулярных метеорологических наблюдений (первый наблюдатель И. Архангельский).
- 1909 г. — жители села помогают экспедиции К. Воллосовича производить опись морского побережья между Индигиркой и Яной[17].
- 1912 г., январь-ноябрь — в Русском Устье находится первый и последний политический ссыльный В. Зензинов.
- 1914 г. — в Москве выходит книга В. Зензинова «Старинные люди у холодного океана».
- 1921 г. — в Берлине вышла книга В. Зензинова «Русское Устье» на русском языке.
- 1927 г., август — на Индигирку с Колымы прибыла шхуна «Пионер» под командованием американского капитана Д. Крукса.
- 1928 г., октябрь — открытие первой советской школы (учитель И. Торгенсен).
- 1929 г., 10 августа — в Русском Устье совершил посадку самолёт под командованием О. Кальвица.
- 1929—1930 гг. — в селе базируется Индигирский гидрографический отряд под руководством Ю. Чирихина. По результатам его работы в 1935 году выпущен «Атлас Индигирки», была также восстановлена метеорологическая станция.
- 1930 г., март — образование колхозов «Комсомолец» и «Пионер».
- 1931 г., январь-март — здесь находится известный путешественник на велосипеде Г. Травин.
- 1933 г., 22 августа — в районе устья Индигирки затонул пароход «Революционный». Погибло 22 человека.
- 1935 г., август — к устью Индигирки прибыл морской пароход «Русанов» (капитан Н. Хромцов), положивший начало регулярным торговым рейсам на эту реку.
- 1936 г., август — на Индигирку прибыл первый речной буксирный пароход «Шмидт» с двумя баржами (капитан Б. Буйлов).
- 1938 г., сентябрь — установление стационарной радиостанции (в 1940 году вместе с метеорологической станцией перебазирована в местечко Воронцово)
- 1939 г., март — совершил посадку самолёт Н-177 под командой полярного летчика Н. Бузаева.
- 1942 г. — село Русское Устье перенесено на другое место и стало называться «Полярное».
- 1944 г., апрель — открытие медицинского пункта (фельдшер Н. Яныгина).
- 1946 г., март-май — здесь работала этнографо-лингвистическая экспедиция под руководством к.ф.н. Т. Шуба.
- 1951 г., февраль — два русскоустьинских колхоза объединились в один, который стал называться «Победа».
- 1958 г., январь — открытие почты и сберкассы.
- 1961 г., февраль — колхоз «Победа» преобразован в русскоустьинское отделение совхоза «Аллаиховский».
- 1972 г. — в Москве вышла книга А. Биркенгоф «Потомки землепроходцев».
- 1981 г. — выпущен кинофильм «Индигирские сказы».
- 1986 г. — в Ленинграде вышла книга «Фольклор Русского Устья» (проведённая под руководством С. Н. Азбелева совместная экспедиция двух институтов Российской академии наук в сибирском Заполярье имела своим результатом изданный в академической серии «Памятники русского фольклора» сборник комментированных записей от потомков русских переселенцев XVI—XVII столетий).
- 1987 г. — выпущен телефильм «Память о Русском Устье».
- 1988 г., июль — празднование 350-летия со времени основания с. Русское Устье.
- 1988 г. — указом Президиума Верховного Совета РСФСР от 5 февраля 1988 года село Полярное переименовано обратно в Русское Устье.
- 1990 г. — в Новосибирске вышла книга А. Г. Чикачёва «Русские на Индигирке».
- 1995 г., сентябрь — введено в строй новое типовое здание восьмилетней школы.
- 1999 г. — вышла книга А. Чикачёва «Индигирский следопыт», посвящённая знатному охотнику К. А. Киселёву.
- 2001 г. — вышел сборник произведений В. М. Зензинова под общим названием «Старинные люди у холодного океана». С предисловием А. Г. Чикачёва, И. А. Чикачёва.
- 2007 г. — вышла монография А. Г. Чикачёва «Русские в Арктике. Полярный вариант культуры».